# Чепецкое (сельское поселение, Удмуртия)
Чепецкое — упразднённое муниципальное образование со статусом сельского поселения в Кезском районе Удмуртии Российской Федерации.
Административным центром сельского поселения является село Чепца.
Законом Удмуртской Республики от 26 апреля 2021 года № 29-РЗ к 9 мая 2021 года упразднено в связи с преобразованием муниципального района в муниципальный округ.
Прежние названия:
до 27 ноября 1967 — Озонский сельский совет
до 27 января 1994 — Чепецкий сельский совет
до 19 ноября 2004 — Чепецкий сельский округ

## История
В 1925 году из Поломского сельсовета Поломской волости (Глазовский уезд) выделен Озонский сельский совет (центр — д. Озон), в состав которого вошли: Барак, поч. Гулейшур, поч. Зырой, Озоно-Чепецкий детский дом, поч. Тамаченки, поч. Чепца, Полувагон, Пост № 250, Казарма, Полуказарма на 253 версте.
С 15 июля 1929 года Озонский сельсовет — в Кезском районе; в его состав входили: д. Бани, с/х артель «Борьба», д. Гулейшур, д. Зырой, поч. Коркаяг, поч. Первомайское, Пызепское лесопромышленное товарищество, д. Тамаченки, поч. Чепца. 28 декабря 1934 года центр Озонского сельсовета перенесён из д. Озон в д. Бани, в 1939 году — в п. Чепца. 27 ноября 1967 года Озонский сельсовет в соответствии с наименованием его центра переименован в Чепецкий сельский совет.
В 1994 году прекращена деятельность сельсоветов, создан Чепецкий сельский округ (центр — п. Чепца), в состав которого вошли: д. Бани, д. Вортча, д. Гулейшур, д. Гуркошур, пос. Коркаяг, д. Лызмувыр, д. Озон, д. Тамаченки, д. Тылошур, пос. Тубсанаторий, д. Юрук.
В соответствии с Законом Удмуртской Республики от 19.11.2004 г. «Об установлении границ муниципальных образований и наделении их соответствующим статусом муниципальных образований» сформировано муниципальное образование «Чепецкое», наделённое статусом сельского поселения.

## Население
| 2010  | 2012  | 2013  | 2014  | 2015  | 2016  | 2017  |
| ----- | ----- | ----- | ----- | ----- | ----- | ----- |
| 2202  | ↘2129 | ↘2063 | ↘2033 | ↘1988 | ↘1964 | ↘1912 |
| 2018  | 2019  | 2020  |       |       |       |       |
| ↘1885 | ↘1838 | ↘1789 |       |       |       |       |

## Населённые пункты
В состав сельского поселения входят 11 населённых пунктов:
- село: Чепца.
- деревни: Бани, Вортча, Гулейшур, Гуркошур, Озон, Тамаченки, Тылошур, Юрук.
- починок: Коркаяг.

## Комментарии
1. ↑  Постановление ВЦИК СССР «О преобразовании Удмуртской автономной области в Удмуртскую Автономную Советскую Социалистическую Республику».
2. ↑  Указ Президиума Верховного Совета Удмуртской АССР от 27 ноября 1967 года.
3. ↑  В соответствии с Законом Удмуртской Республики от 27.1.1994 № 574-ХII «О местном самоуправлении в Удмуртской Республике».